# 20 novembre 1989
Le lundi 20 novembre 1989 est le 324e jour de l'année 1989.

## Naissances
- Abby Erceg, joueuse de football néo-zélandaise
- Agon Mehmeti, footballeur suédois
- Babita Kumari, lutteuse indienne
- Boris Bede, joueur français de football canadien
- Cody Linley, acteur américain
- Dmitri Walerjewitsch Schitnikow, handballeur russe
- Eduardo Vargas, joueur de football chilien
- Jonas Mendes, joueur de football bissau-guinéen
- Joni Brandão, coureur cycliste portugais
- Mama Cax (morte le 16 décembre 2019), mannequin américano-haïtien
- Noel Martín, cycliste espagnol
- Régis dos Santos Silva, joueur de football brésilien
- Sergueï Polounine, danseur de ballet d'origine ukrainienne
- Tracy Eisser, rameuse américaine

## Décès
- Armand Bérard (né le 2 mai 1904), diplomate français
- Božidar Jakac (né le 16 juillet 1899), peintre slovène
- Henri Batiffol (né le 16 février 1905), juriste et universitaire français
- Leonardo Sciascia (né le 8 janvier 1921), écrivain italien
- Lynn Bari (née le 18 décembre 1913), actrice américaine
- Pierre Costabel (né le 25 octobre 1912), mathématicien et historien français

## Événements
- Découverte de (11872) 1989 WR
- Découverte de (15247) 1989 WS
- Découverte de (18346) 1989 WG
- Découverte de (18347) 1989 WU
- Découverte de (26099) 1989 WH
- Découverte de (27721) 1989 WJ
- Découverte de (4717) Kaneko
- Découverte de (4748) Tokiwagozen
- Découverte de (5287) Heishu
- Découverte de (6444) Ryuzin
- Découverte de (7574) 1989 WO1
- Découverte de (8840) 1989 WT
- Publication de Affection
- Publication de Belle-Île-en-Mer 1977-1988
- Création de Convention relative aux droits de l'enfant
- Création de Convention relative aux droits de l'enfant
- Création de Convention relative aux droits de l'enfant
- Fin de IIIe législature d'Espagne
- Création de Journée internationale des droits de l'enfant
- Création de SAM Coupé